# Erastria intensa
Erastria intensa là một loài bướm đêm trong họ Geometridae.